# Збірник наукових праць НДІУ
Збірник наукових праць Науково-дослідного інституту українознавства — наукове періодичне видання в галузі історичних, філософських та філологічних наук.
Видається Науково-дослідним інститутом українознавства від 2003 р. До 2013 р. вийшло 30 томів збірника. Серед них XXVII та XXVIII тт. формату А 4, решта — А 5.

## Зміни, що сталися у Збірнику наукових праць НДІУ в 2011—2012 рр
У зв'язку з реорганізацією інституту (зокрема зі зміною назви і завдань інституту) відбулися певні зміни концепції видання, його тематичного спрямування й структури. Збірник перереєстровано зі зміненою назвою: «Збірник наукових праць Національного науково-дослідного інституту українознавства та всесвітньої історії».
Влітку 2012 р. вийшов ХХІХ том збірника з оновленою назвою. Змінилася і розділова структура збірника. Статті об'єднано у 2 великих розділи: «Українознавство», «Всесвітня історія». Перший розділ має підрозділи: «Історичні науки», «Філософські науки», «Мовознавство». Крім 16 статей у збірнику представлено перелік українознавчих праць, опублікованих упродовж 2011 — поч. 2012 рр. за кордоном іноземними мовами (по 19 країнах світу переважно 4 мовами: англійською, німецькою, польською та російською).

## Джерело
- Збірник наукових праць Науково-дослідного інституту українознавства. — Т. І—ХХХ. — К., 2003 —.